# Eberti Marques de Toledo
Eberti Marques de Toledo (nacido el 1 de marzo de 1986) es un exfutbolista brasileño que se desempeñaba como delantero.
Jugó para clubes como el Yokohama FC.

## Trayectoria

### Clubes
| Club        | País  | Año  |
| ----------- | ----- | ---- |
| Yokohama FC | Japón | 2007 |

## Estadística de carrera

### J. League
| Club        | Año   | J. League | J. League | Copa J. League | Copa J. League | Total | Total |
| Club        | Año   | Part.     | Goles     | Part.          | Goles          | Part. | Goles |
| ----------- | ----- | --------- | --------- | -------------- | -------------- | ----- | ----- |
| Yokohama FC | 2007  | 9         | 0         | 0              | 0              | 9     | 0     |
| Total       | Total | 9         | 0         | 0              | 0              | 9     | 0     |